# Řád cisterciáků přísné observance
Řád cisterciáků přísné observance (Ordo Cisterciensis Strictioris Observantiae, O.C.S.O.; dříve Ordo Cisterciensium reformatorum, O.C.R.), jehož členové jsou nazýváni trapisté, vznikl v 17. století v opatství La Trappe (odtud výraz trapisté) ve Francii, kde došlo k reformě cisterciáckého řádu, jejímž iniciátorem byl Armand Jean Le Bouthillier de Rancé (1626–1700) roku 1664. Je považován za jeden z nejpřísnějších katolických řádů.  

## Historie
Původně šlo o reformní hnutí v rámci cisterciáckého řádu, v roce 1892 byly kláštery k reformě se hlásící vyčleněny jako samostatný řád. Řád má i ženskou větev.

## Řehole
Trapisté zachovávají Řeholi sv. Benedikta, ve které je věnováno hodně prostoru modlitbě, ale kde se klade také důraz na manuální práci. Tuto řeholi vystihuje heslo benediktinů: latinsky „Ora et labora“ v překladu „modli se a pracuj“. Mniši zachovávají mlčenlivost, neboť ticho vytváří prostor pro vnímání Boha. Asi nejznámějším trapistou je Thomas Merton.

## Život v trapistickém klášteře
Život trapisty má přísná pravidla. Vstává se velmi brzy ráno (v českém trapistickém klášteře Nový Dvůr u Toužimi ve 3:00). Den je ve znamení pravidelného střídání modlitby, bohoslužeb a duchovní četby, k nimž tvoří protiváhu manuální práce, neboť každý trapistický klášter obhospodařuje určité pozemky a chová např. ovce či jiná zvířata.

## Generální opati řádu
Původně byli trapisté kongregací cisterciáckého řádu, podřízenou generálnímu opatovi cisterciáků. Od roku 1892, kdy došlo k právnímu oddělení obou řádů, stáli v jeho čele tito generální opati:
- Sébastien Wyart (Mont-des-Cats/Sept-Fons), 1892–1904
- Augustin Marre (Igny), 1904–1922
- Jean-Baptiste Ollitrault de Kéryvallan (Melleray), 1922–1929
- Herman-Joseph Smets (Westmalle), 1929–1943
- Dominique Nogues (Timadeuc), 1946–1951
- Gabriel Sortais (Bellefontaine), 1951–1963
- Ignace Gillet (Dombes/Aiguebelle), 1964–1974
- Ambrose Southey (Mount St Bernard), 1974–1990
- Bernardo Olivera (Azul), 1990–2008
- Eamon Fitzgerald (Mount Melleray), 2008–2022[1]
- Bernardus Peeters (Tilburg), od 2022[2]

## Trapisté vČesku

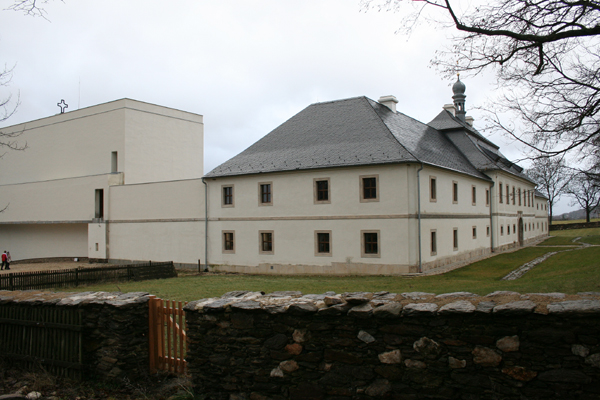
Klášter trapistů v Novém Dvoře

Během emigrace francouzských trapistů za francouzské revoluce našla malá komunita sester od května do října 1798 dočasné útočiště na zámku v Buštěhradě.
V roce 1999 se začala opravovat a dostavovat ruina statku v Novém Dvoře u Dobré Vody u Toužimi v západních Čechách. Ruina byla dobudována na moderní klášter řádu trapistů. Mniši se do objektu nastěhovali již během stavby a sami se stavbou pomáhali. Komunitu v Novém Dvoře tvoří asi 30 řeholníků. V září 2011 bylo rozhodnuto o jeho povýšení na opatství.
Trapistky působí v Poličanech ve středních Čechách, kde provozují od roku 2007 Dům pro hosty a vybudovaly klášter Nanebevzetí Panny Marie nad Vltavou. Základní kámen byl posvěcen apoštolským nunciem Diegem Causerem roku 2008 a v roce 2012 byl kardinálem Vlkem vysvěcen klášterní kostel.